# 今晚乜都拗
《今晚乜都拗》（Express Yourself Tonight），是香港無綫電視的遊戲節目，由森美主持，每集邀請不同藝人嘉賓就一個特定議題進行辯論。節目由2025年2月10日至2月28日逢星期一至五晚上22:30－23:05於翡翠台播出。

## 每集內容
| 集數 | 上映日期 | 名稱                                         | 來賓                                                            |
| ---- | -------- | -------------------------------------------- | --------------------------------------------------------------- |
| 01   | 2月10日  | 今時今日，男人定女人嘅壓力大啲？             | 男方：孔德賢、支嚳儀、梁競徽 女方：姚子羚、王梓軒、胡蓓蔚       |
| 02   | 2月11日  | 出嚟做嘢，唔畀家用，算唔算唔孝順             | 正方：孔德賢、陳敏之、朱凱婷 反方：糖妹、鄭衍峰、曾展望         |
| 03   | 2月12日  | 發現好朋友嘅另一半出軌，應唔應該同好朋友講？ | 正方：李旻芳、吳若希、安德尊 反方：戴祖儀、丁子朗、梁競徽       |
| 04   | 2月13日  | 第一次約會，應該由男仔畀錢嗎？               | 正方：周吉佩、梁競徽、李旻芳 反方：鄧智堅、陳曉華、陳懿德       |
| 05   | 2月14日  | 應唔應該跟伴侶出國發展而放棄事業？           | 正方：黃建東、周奕瑋、陳敏之 反方：林秀怡、陸浩明、支嚳儀       |
| 06   | 2月17日  | 應唔應該催好朋友還錢？                       | 正方：丁子朗、吳若希、戴祖儀 反方：孔德賢、梁競徽、吳幸美       |
| 07   | 2月18日  | 應該揀拍拖經驗多定拍拖經驗少嘅伴侶？         | 多方：姚子羚、梁競徽、胡蓓蔚 少方：周奕瑋、林秀怡、陸浩明       |
| 08   | 2月19日  | 被新上任嘅直屬上司處處針對，應唔應該辭職？   | 支持：孔德賢、鄭衍峰、陳懿德 反對：陳敏之、梁競徽、潘盈慧       |
| 09   | 2月20日  | 單身好定結婚好？                             | 單身：周奕瑋、潘盈慧、曾展望 結婚：麥美恩、林秀怡、蕭正楠       |
| 10   | 2月21日  | 速食文化對現代人嚟講係好定唔好？             | 好：陸浩明、林秀怡、鄭衍峰 唔好：商天娥、孔德賢、麥美恩         |
| 11   | 2月24日  | 精神出軌同肉體出軌，邊樣更難接受？           | 精神出軌：麥玲玲、曾展望、何泳芍 肉體出軌：林盛斌、糖妹、顏米羔 |
| 12   | 2月25日  | 做人圓滑比有能力更重要？                     | 做人圓滑：蕭正楠、麥美恩、潘盈慧 有能力：朱敏瀚、王灝兒、周奕瑋 |
| 13   | 2月26日  | 代溝產生嘅衝突，主要責任在於長輩定後輩？     | 長輩：周吉佩、顏志恒、陳俞霏 後輩：譚輝智、顏米羔、支嚳儀       |
| 14   | 2月27日  | 拍拖應該揀小鮮肉定大叔？                     | 小鮮肉：麥玲玲、曾展望、黃瀅仴 大叔：林盛斌、糖妹、顏米羔       |
| 15   | 2月28日  | 伴侶應該搵相似好定互補好？                   | 搵相似好：戴祖儀、吳業坤、麥美恩 互補好：顏米羔、陸浩明、商天娥 |

## 外部連結
- 今晚乜都拗 | TVB 無綫電視